# Ernst Ittameier

Ernst Ittameier

Ernst Ittameier (* 26. März 1893 in Wassertrüdingen; † 5. November 1948 in Landsberg am Lech) war ein deutscher Politiker (NSDAP).

## Leben und Wirken
Ernst Ittameier besuchte von 1899 bis 1903 die Volksschule in Wassertrüdingen und ein Progymnasium in Oettingen. Nach seiner Ausbildung zum Kaufmann arbeitete Ittameier als Mehlverkäufer der Gugelmühle bei Röckingen. Ittameier trat 1913 in den Heeresdienst ein und nahm als Offizier von 1914 bis 1918 am Ersten Weltkrieg teil. Nach der Entlassung aus dem Heer im Jahre 1919 arbeitete Ittameier fortan als kaufmännischer Angestellter. Seine Heirat erfolgte 1924.
Nach dem Ersten Weltkrieg wurde Ittameier Mitglied des Freikorps Oberland und des Wehrverbandes Reichsflagge, anschließend Orts- und Bezirksgruppenführer beim Bund Oberland. Zudem war er zunächst bei der DDP politisch aktiv.
Zum 2. November 1925 trat Ittameier in die NSDAP ein (Mitgliedsnummer 21.575). Kurz nach seinem Eintritt wurde er Ortsgruppenleiter der NSDAP in Wassertrüdingen und 1928 Kreisleiter des NSDAP-Kreises Wassertrüdingen. 1929 zog er in den Stadtrat der Stadt ein. Im März 1932 wurde er erster Bürgermeister von Wassertrüdingen. Zudem fungierte Ittermeier auch als NSDAP-Kreisleiter von Dinkelsbühl (1931–1945) und Feuchtwangen (1940–1945). Dabei arbeitete er ab September 1940 hauptamtlich für die NSDAP. In der SA hatte er ab März 1933 den Rang eines SA-Standartenführers inne; im April 1943 wurde er zum SA-Oberführer befördert.
Bei der Reichstagswahl im März 1933 wurde Ittameier als Kandidat der NSDAP für den Wahlkreis 26 (Franken) in den Reichstag gewählt, dem er zunächst bis zu den „Wahlen“ vom November desselben Jahres angehörte. Nach achtmonatiger Abwesenheit vom nunmehr nationalsozialistischen Reichstag kehrte Ittameier im Juli 1934 im Nachrückverfahren für den während des Röhm-Putsches ermordeten Reichstagsabgeordneten Georg von Detten als Abgeordneter für den Wahlkreis 28 (Dresden-Bautzen) in den Reichstag zurück, dem er nun ohne Unterbrechung bis zum Ende der NS-Herrschaft im Mai 1945 angehörte. Im März 1936 tauschte er allerdings sein Mandat für den Wahlkreis 28 gegen ein Mandat für den Wahlkreis 26 (Franken) ein. Das wichtigste parlamentarische Ereignis, an dem Ittameier während seiner Abgeordnetenzeit teilgenommen hat, war die Verabschiedung des von ihm mitbeschlossenen Ermächtigungsgesetzes im März 1933.

## Beteiligung am Fliegermord
Am 1. März 1945 wurde ein amerikanischer Jagdflieger, der aus seinem beschädigten Flugzeug, vermutlich eine North American P-51 (P-51D Mustang) über Wassertrüdingen mit dem Fallschirm absprang, umgehend nach der Landung festgenommen und zu Bürgermeister Ittameier gebracht. Dieser vernahm den Kriegsgefangenen und bemerkte währenddessen nach Zeugenaussagen folgendes: „Schaut ihn euch an, er hat Großeltern in Braunschweig und fliegt gegen deutsche Frauen und Kinder, pfui.“ Der Kriegsgefangene wurde nach der Vernehmung im Gefängnis des Rathauses inhaftiert. Eine Überstellung des Kriegsgefangenen an die Polizei wurde seitens Ittameiers abgelehnt. Nach Besprechungen mit drei ortsansässigen Funktionären, darunter Angehörige des Volkssturms, der Kreisleitung und der Wehrmacht, wurde gemeinsam beschlossen den Kriegsgefangenen für seine „Verbrechen bezahlen zu lassen“. Noch in der Nacht des 1. März 1945 wurde der Kriegsgefangene auf Befehl Ittameiers aus der Stadt gebracht, mit einem Spaten misshandelt und kurz darauf erschossen. Anschließend wurde der Leichnam im nahe gelegenen Wald verbrannt. Am darauffolgenden Tag forderte Ittameier, der an der direkten Ausführung des Mordes nicht beteiligt war, die Täter auf, die Spuren des Verbrechens zu beseitigen.
Ittameier wurde noch 1945 von der US-Army verhaftet. Am 8. Oktober 1947 wurde Ittameier vor einem US-Militärgericht im Rahmen der Dachauer Prozesse in einem der sogenannten Fliegerprozesse mit vier weiteren Angeklagten des Mordes an dem Piloten Jack Mc Nider Bookman beschuldigt. Ittameier wurde als Hauptverantwortlicher, wenn auch nicht als Ausführender, der Tat für schuldig befunden und am 17. Oktober 1947 zum Tod durch den Strang verurteilt. Nach der Bestätigung des Urteils wurde Ittameier am 5. November 1948 im Kriegsverbrechergefängnis Landsberg hingerichtet.